# 보은 대야리 고분군
보은 대야리 고분군(報恩 大也里 古墳群)은 충청북도 보은군 보은읍 대야리에 있는 삼국시대의 고분군이다. 2013년 3월 15일 충청북도의 기념물 제156호로 지정되었다.

## 개요
고분은 삼년산성이 위치한 오정산을 중심으로 사면 지역 곳곳에서 확인되는데 15m~20m의 대형 봉토분과 직경 10m 내외의 중형 석실분, 그리고 소형의 석곽분이 다수 분포하고 있다.
지표조사 결과 고분군은 중부지역 최대 규모의 신라 고분군으로 지표상에서 출토된 유물을 살펴볼 때 축조 시기가 삼년산성이 활발하게 운영되던 5세기~6세기경에 조성된 것으로 추정된다.

## 참고 자료
- 보은 대야리 고분군 - 국가유산청 국가유산포털